# Sant Sebastià de Buseu (església)
Sant Sebastià de Buseu és una església parroquial d'estil romànic del poble de Sant Sebastià de Buseu, pertanyent al terme de Baix Pallars, del Pallars Sobirà. Està situada en un coll de 1 590,3 metres d'altitud, a l'est de Baén, cap de l'antic municipi a què pertangué fins al 1969.

## Descripció
Petita església d'una sola nau, de capçalera rectangular a llevant i façana a ponent que continua en el pis superior en una ampla espadanya amb dos arcs de mig punt. La porta d'accés, de reduïdes dimensions, està situada al migjorn, als peus de la nau. És una senzilla porta constituïda per un arc rebaixat en el que el seu diàmetre o ample màxim és superior a l'amplada de l'obertura entre els dos muntants, pel que recorda els arcs de ferradura.
Els paraments exteriors de pedra vista presenten als angles un aparell de dimensions notables i factura força acurada mentre que a la part central dels murs l'aparell és petit i irregular. La coberta és de teula a dues aigües.
L'absis està decorat amb arcuacions llombardes. L'església és ja esmentada al segle ix, però la major part de documentació conservada que fa esment de l'església o del lloc de Sant Sebastià és dels segles XI a XVI.
Té categoria de sufragània, depenent de Sant Serni de Buseu, però actualment agrupada a Sant Feliu de Sort.
D'aquesta església prové una ara romànica amb inscripcions, única peça d'aquest tipus existent a tota la comarca. Per tal d'evitar la seva desaparició, no es conserva al seu lloc d'origen.